# Pallisa (plaats)
Pallisa is de hoofdplaats van het district Pallisa in het oosten van Oeganda.
Pallisa telde in 2002 bij de volkstelling 23.919 inwoners.